# Keuru ekonomiska region
Keuru ekonomiska region (finska: Keuruun seutukunta) är en av ekonomiska regionerna i landskapet Mellersta Finland i Finland. Folkmängden i regionen uppgick den 1 januari 2013 till 12 304 invånare, regionens totala areal utgjordes av 2 197 kvadratkilometer och därav utgjordes landytan av 1 991,27  kvadratkilometer.  I Finlands NUTS-indelning representerar regionen nivån LAU 1 (f.d. NUTS 4), och dess nationella kod är 133 .  

## Förteckning över kommuner
Keuru ekonomiska region  omfattar följande två kommuner: 
- Keuru stad
- Multia kommun

Bägge kommunernas språkliga status är enspråkigt finska. 